# 赤レンガ公開ポートフォリオオーディション
赤レンガ公開ポートフォリオオーディション（あかレンガこうかいポートフォリオオーディション）は、2011年から2018年にかけて、「写真の町」として知られる北海道東川町が主催する東川町国際写真フェスティバル内で開催されていた、若手写真家を発掘するためのコンペティションである。

## 概要
初回の2011年は「リコーポートフォリオオーディション」の名称で実施されたが、2012年以降「赤レンガ公開ポートフォリオオーディション」に改称された。一次審査を通過した参加者は、公開形式で行われる二次審査および三次審査を経て、グランプリが決定される形式を採用していた。
受賞者には東京での個展開催のサポートが提供され、受賞後に国内外で活躍の場を広げた写真家も多い。

## 受賞者
| 年度     | 賞           | 受賞者 |
| -------- | ------------ | --- |
| 2011年   | 最優秀賞     | 山本顕史 |
|          | 優秀賞       | 人見将 佐藤志保 畠山雄豪                                                                                      |
| 2012年   | グランプリ   | 小林透 |
|          | 準グランプリ | 奥村慎 |
|          | 優秀賞       | 張哲裕 赤木陽介 山元彩香                                                                                      |
| 2013年   | グランプリ   | 青木陽 堀井ヒロツグ                                                                                           |
|          | 優秀賞       | 倉谷卓 佐藤美佳 冨樫加奈                                                                                      |
| 2014年   | グランプリ   | エレナ・トゥタッチコワ                                                                                        |
|          | 準グランプリ | 辻田美穂子 藤倉翼                                                                                             |
| 2015年   | グランプリ   | メタ佐藤 |
|          | 準グランプリ | 嶋田篤人 |
|          | 優秀賞       | 平井真奈 高橋一生 丸山慶子                                                                                    |
| 2016年   | グランプリ   | 正岡絵理子 |
|          | 準グランプリ | 森田友希 |
|          | 優秀賞       | 秋田奈々 清水裕貴 竹ノ谷浩樹                                                                                  |
| 2017年   | グランプリ   | 周浩 |
|          | 準グランプリ | 村上賀子 |
|          | 優秀賞       | 西田涼哉 みくになえ 石川幸史 江口那津子                                                                       |
| 2018年   | グランプリ   | みくになえ |
|          | 準グランプリ | 片岡俊 |
|          | 優秀賞       | 杉浦修治 池田朋長 田中桃々莉                                                                                  |
| 審査委員 | -            | 飯沢耕太郎（2011-2018） 鷹野隆大（2011-2018） 沖本尚志（2012-2018） 高橋朗（2012-2018） 菊田樹子（2014-2018） |